# Philco
Philco Corporation, semplicemente nota come Philco, è stata un'azienda statunitense produttrice di elettrodomestici e di elettronica di consumo. Fondata nel 1906, per buona parte del XX secolo, è stata una delle maggiori aziende mondiali del settore. Dal 1981 è un  marchio di Philips per l'elettronica di consumo, e dal 1986 un marchio di elettrodomestici della Electrolux.

## Storia

### Le origini: la Helios Electric Company (1892-1904)
Agli inizi del 1892, Thomas Spencer fondò a Filadelfia una propria ditta individuale, la Spencer Company, allo scopo di produrre lampade ad arco di carbonio e apparecchiature associate. Poco tempo dopo, l'11 ottobre, la ditta di Spencer mutò la propria ragione sociale in Helios Electric Company, dopo aver acquistato i diritti di brevetto degli Stati Uniti di una società tedesca con lo stesso nome. Nel 1899, Helios, in difficoltà economiche, vendette il suo brevetto ad un'altra ditta del New Jersey, perciò cessò la produzione di lampadine, e nel 1904 venne posta in liquidazione.

### La Philadelphia Storage Battery Company (1906-1939)
Nel 1906, un gruppo di cinque soci guidato da Frank S. Marr, già presidente di Helios Electric Company, costituì una nuova ditta denominata Philadelphia Storage Battery Company, con capitale sociale di 10.000 dollari. Marr fu presidente della nuova ditta (carica che tenne fino al 1916, anno della sua morte), mentre altri due dei cinque soci, Edward Davis e E. Earle Everett, assunsero rispettivamente le cariche di segretario-tesoriere e di direttore dello stabilimento. La ditta iniziò le sue attività costruendo accumulatori per automobili, camion, lance e locomotive da miniera.
Il primo stabilimento della Philadelphia Storage Battery Company, composto da due edifici in lamiera e diciotto dipendenti, si trovava in Emerald e Tioga Street, all'estremità nord di Filadelfia. La sua superficie complessiva misurava 6.000 m² compreso il cortile. L'ufficio consisteva in una scrivania, due sedie e una stampa tipografica. Il 10 agosto 1906, la prima batteria prodotta dalla ditta fu installata alla Baker Electric Brougham di proprietà di un dottor Woodward. Nel 1907, gli affari per la società andavano molto bene e fu perciò necessario trasferirsi in quartieri più grandi sul lato opposto di Emerald Street. Nel 1909 furono costruite strutture ancora più grandi in Ontario e C Street, dove l'azienda rimase per molti anni.
Nonostante il mercato delle lampadine agli inizi del Novecento non fosse particolarmente sviluppato, essendo ancora poco diffusa la rete elettrica, la ditta crebbe notevolmente e realizzò importanti profitti, che al 1910 erano di 30.517 dollari. Nel 1913, dalla vendita delle lampadine prodotte ricavò 576.000 dollari, ma i maggiori guadagni si verificarono nel periodo della prima guerra mondiale, con la fornitura di impianti elettrici ausiliari per corazzate alla United States Navy, e nel 1917 arrivò a guadagnare 1,6 milioni di dollari. Oltre alle lampadine, la Philadelphia Storage Battery Company produceva anche batterie per auto, e nel 1919, nel tentativo di incrementare questo business, l'azienda adottò il nome Philco Diamond Grid, come marchio per le sue batterie ed avviò la reclamizzazione su riviste nazionali come il The Saturday Evening Post e il National Geographic. La campagna pubblicitaria ebbe un discreto successo poiché le vendite subito aumentarono a 4,3 milioni di dollari nel 1920, nonostante la sospensione delle attività dovute ad un incendio nella fabbrica. Ma a causa della recessione economica del dopoguerra, le vendite diminuirono a 1 milione di dollari nel 1921.

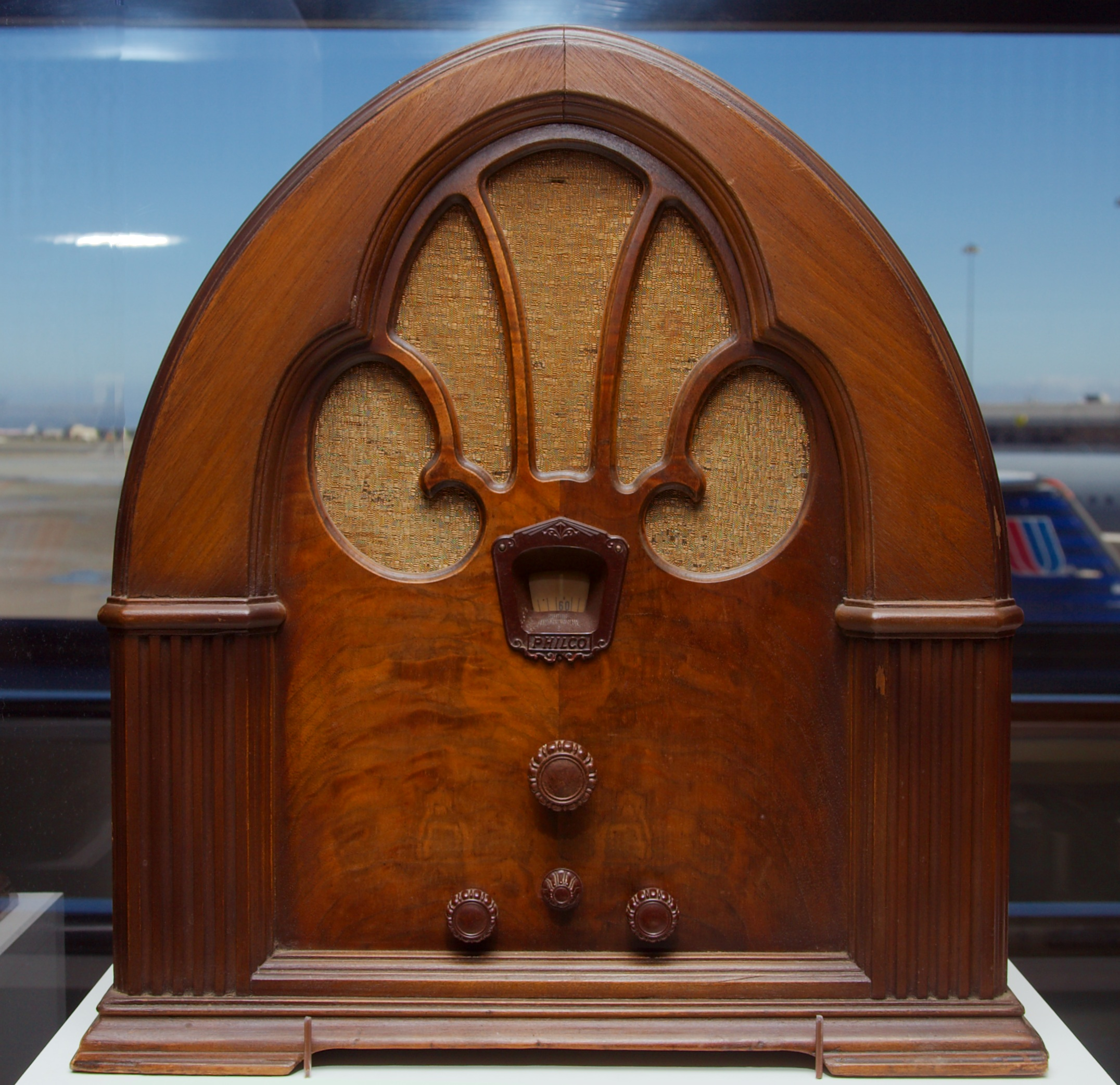
Radio "a cattedrale" Philco 90 del 1931.

Negli anni venti si verificò lo sviluppo della radiodiffusione, e di conseguenza si cominciarono a produrre grandi quantità di apparecchi radiofonici per uso domestico. Il direttore generale dell'azienda, James M. Skinner, convinse la proprietà ad entrare nel business delle batterie per le radio. Nel 1923, furono reclamizzate le batterie Philco Drynamic A & B Radio Batteries e Philco Trickle Chargers, e l'anno successivo, nel 1924, il primo in cui furono prodotte, la società realizzò un volume di vendite pari a 4,7 milioni di dollari. Nel 1925, fu avviata la produzione e la commercializzazione delle spine elettriche per le radio, che portarono ad un significativo incremento degli affari dell'azienda: nel 1926, furono vendute 400.000 spine elettriche per un valore di 12,8 milioni di dollari, e l'anno seguente, nel 1927, 500.000 unità per un valore di 15,4 milioni. Ma poiché le ditte costruttrici di radio cominciarono a realizzarle dotate di alimentazione elettrica, la PSBC abbandonò questo business per entrare in quello della produzione delle radio.
Nel 1928, al fine di ottenere licenze in base ai brevetti RCA e Hazeltine, PSBC rilevò la fallita William J. Murdock Company di Chelsea, Massachusetts, per 100.000 dollari, e per ottenere l'accesso a importanti brevetti di altoparlanti, acquistò la Tinrons Radio Products Corporation di Philadelphia, un produttore di altoparlanti per radio. L'azienda avviò così la produzione di apparecchi radiofonici, e fece ingresso nel mercato con il modello Philco 511. Il numero di apparecchi venduti fu di 96.000 unità su un totale di 3,2 milioni di apparecchi venduti negli Stati Uniti, e il marchio Philco fu il ventiseiesimo del settore. Nel 1929, uscì il secondo modello, il Philco 95, dotato di sistema di controllo automatico del volume, che riscosse un successo commerciale immediato. Ne furono venduti 408.000 unità su un totale complessivo di 4.428.000, e Philco fu il terzo marchio nazionale dopo Majestic e Atwater Kent. Nonostante la Grande depressione colpì in maniera particolare il settore industriale, nel 1930 l'azienda di Filadelfia conquistò la leadership nel mercato dei radioricevitori, con 616.000 modelli venduti su un totale di 3,8 milioni messi in commercio, che generarono ricavi per 30 milioni di dollari.
Negli anni trenta furono costruite e commercializzate le prime radio a valvole e che montavano la supereterodina, delle quali particolare successo commerciale ebbe il Philco 90 del 1931, modello economico, avente forma a "cattedrale", soprannominato Baby Grand. Nel dicembre 1930, PSBC entrò nel settore dell'autoradio avendo rilevato la Automobile Radio Corporation, e creata una società, la Transitone Automobile Radio Corporation. Il primo modello di autoradio prodotto, fu il Philco Transistone, di cui nel 1931 furono venduti 37.000 esemplari al prezzo di 65 dollari ciascuno, il prezzo più basso in assoluto. In quello stesso anno furono vendute 977.000 radio, su un totale di 3,4 milioni messe in commercio, e dunque quasi un terzo degli apparecchi venduti negli Stati Uniti era a marchio Philco. Nel 1932, venne costituita la Philco Radio and Television Corporation, divisione per la progettazione e la vendita degli apparecchi della Philadelphia Storage Battery Company. Attraverso questa nuova società, la PSBC servendosi di un qualificato team di ingegneri, tra cui spiccava un giovane Philo Farnsworth, investì nella progettazione dei televisori. Nel 1934 fu superato il traguardo di 1 milione di unità vendute, su un totale complessivo di 4 milioni di apparecchi, e di quell'anno si ricorda il modello Philco 200X, il primo ad alta fedeltà.
Nel 1938, la Philadelphia Storage Battery Company, tenuto conto della contrazione delle vendite dei suoi apparecchi radiofonici in favore della concorrenza (in particolare di RCA) verificatasi a metà decennio, e della saturazione del mercato, decise di attuare la diversificazione delle proprie attività specializzandosi anche nella produzione di condizionatori d'aria e frigoriferi, dove conquistò importanti quote nel mercato nazionale.

### La Philco Corporation e la conquista della leadership nazionale (1940-1960)
Nel luglio 1940, la Philadelphia Storage Battery Company e la Philco Radio and Television Corporation furono fatte confluire in una nuova entità denominata Philco Corporation, che raggruppò le attività delle due aziende. Alla sua costituzione, la nuova società fu subito quotata alla Borsa di New York. A quell'anno, Philco riuscì a stabilire un nuovo primato nella vendita di apparecchi radiofonici, che raggiunse quota 2 milioni di pezzi per un valore di 77 milioni di dollari. I significativi investimenti in pubblicità ed una grande rete di vendita contribuirono a incrementare il volume d'affari dell'azienda di Filadelfia, che oltre che dalla vendita delle radio, erano dovute anche ai frigoriferi (89.000 pezzi per un valore di 7 milioni di dollari), valvole termioniche, batterie e commesse militari.
Nel 1942, dopo l'ingresso nel conflitto degli Stati Uniti, Philco interruppe la produzione civile per convertirla a quella militare: aprì un ufficio di rappresentanza a Washington, e produsse radar ed apparecchi radio per aerei, navi e carri armati, walkie-talkie, cristalli di quarzo, frequenzimetri, proiettili per bazooka, proiettili e micce di artiglieria, tubi catodici, valvole termoioniche e, naturalmente, accumulatori. Le apparecchiature prodotte dall'azienda di Filadelfia riscontrarono il favore dei vertici militari americani e ritenute prodotti di eccellenza, perciò Philco fu insignita dell'Army-Navy "E" Award. Malgrado l'interruzione di ogni attività produttiva in ambito civile, nel 1943 venne costituita la Philco International Corporation, per gestire direttamente la distribuzione dei prodotti Philco in tutto il mondo. Nel periodo 1941-45, il fatturato crebbe da 77 milioni di dollari a 119,1 milioni.

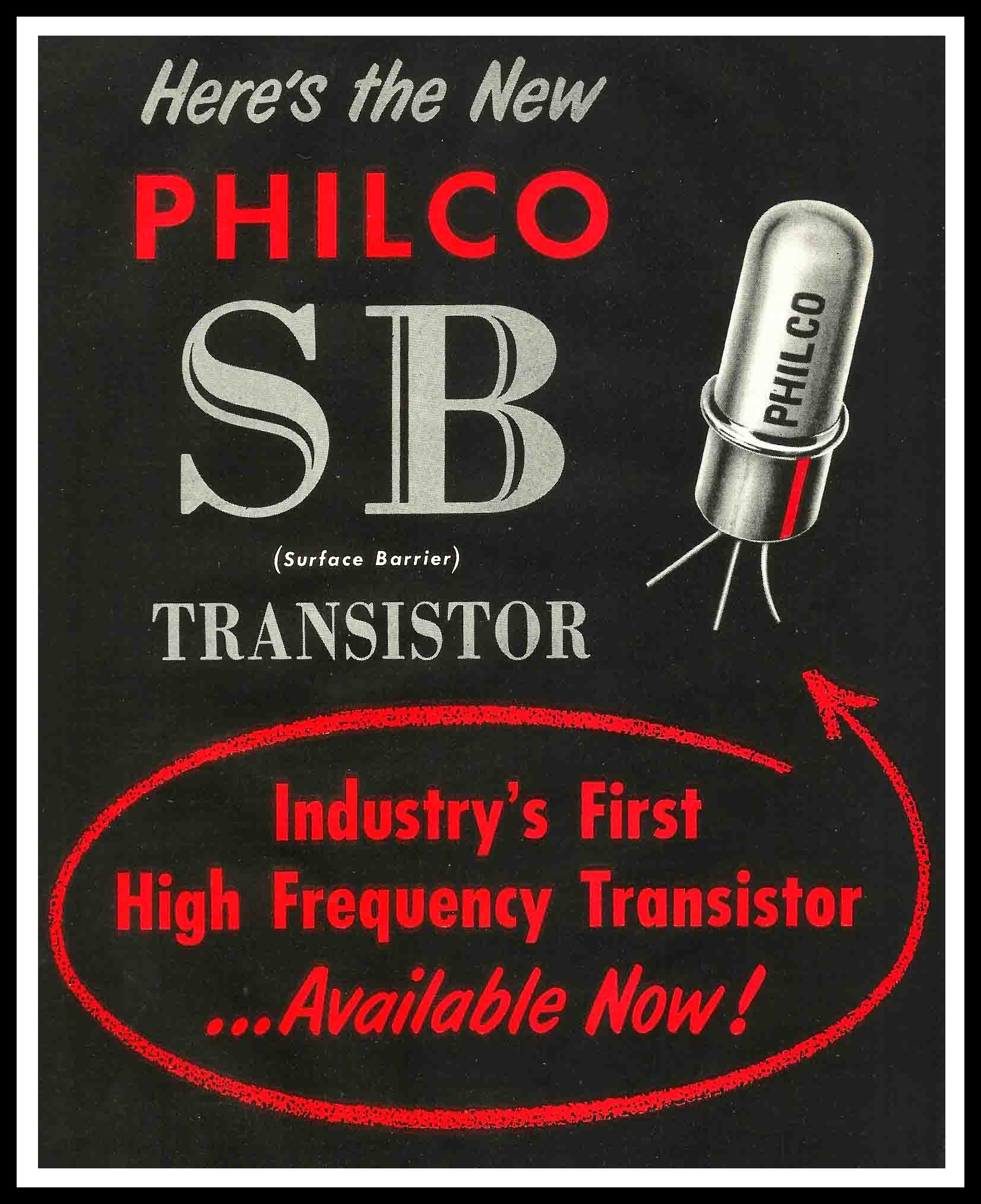
Manifesto pubblicitario del transistor Philco SB100 del 1955

Al termine del conflitto, Philco avviò una politica di espansione rilevando altre aziende elettroniche come la Reconstruction Finance Corporation (ex Atwater Kent, 1946), la National Union Radio Corporation (1947), e la Rex Manifacturing Company (1947). Nel 1947, per la prima volta il business delle radio venne scavalcato da quello dei frigoriferi, che ormai costituivano la prima voce delle vendite realizzate dall'azienda, e in quello stesso, seppur in ritardo rispetto agli produttori di elettronica, avviò la produzione dei primi televisori, che negli anni successivi divenne la principale attività di business di Philco.

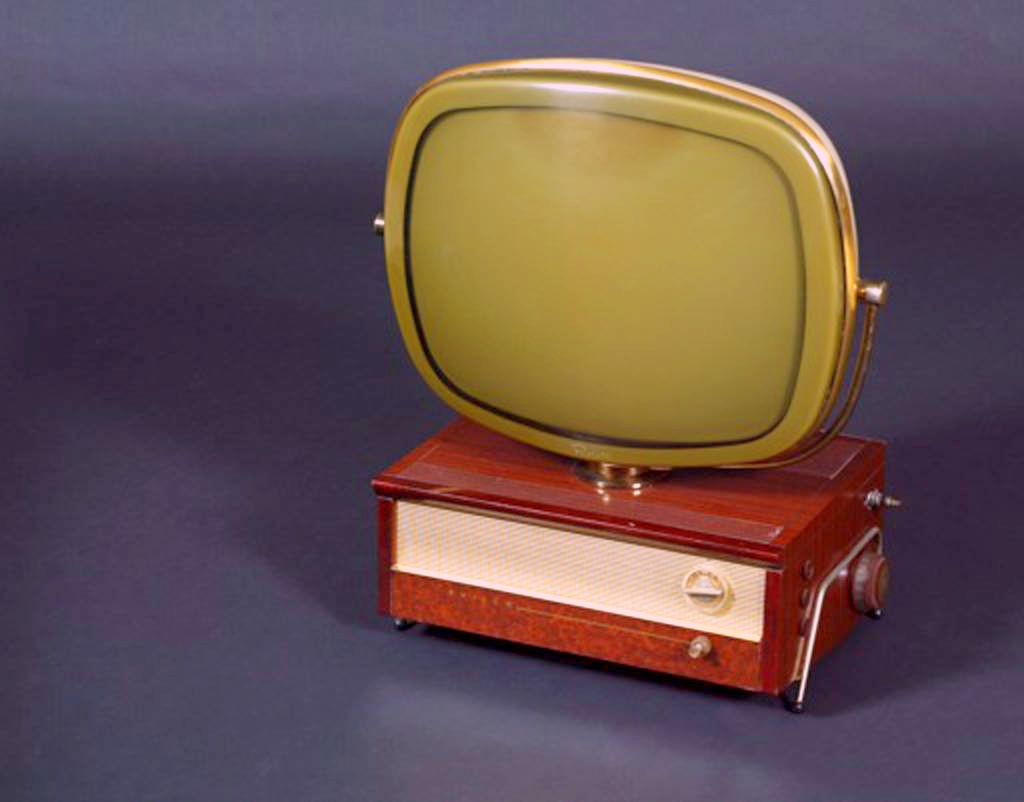
Philco televisore Predicta (1958-1960)

Dopo una flessione di vendite e fatturato nel 1951, su cui incise la Guerra di Corea che rese il mercato instabile, un anno più tardi Philco si riprese realizzando un fatturato record di 366,9 milioni di dollari, ma gli utili erano in forte diminuzione a causa dell'aumento dei costi di produzione. Philco divenne il primo produttore statunitense di apparecchi televisivi, e nel corso degli anni cinquanta effettuò notevoli investimenti in ricerca e sviluppo, specie per che quel che riguardava la tecnologia a transistor e lo schermo a colori per i televisori. Nel 1953, un nuovo stabilimento destinato alla produzione dei televisori venne aperto a Toronto, in Canada. Al fine di migliorare la sua ricerca e sviluppo elettronico strutture, nel 1956, Philco acquisì il controllo della Sierra Electronic Corporation di San Carlos, California, e la Bendix, divisione lavanderia domestica di Avco Manufacturing Corporation. Inoltre, Philco ha ritirato le licenze estere di Avco per i prodotti di consumo commercializzati con i marchi Crosley e Bendix. Nel 1958, fu prodotto e lanciato il Transac 2000-s, il primo computer totalmente transistorizzato, e allo stesso anno risale il televisore modello Predicta, costruito con il tubo catodico esposto, o montato sopra la "scatola" del telaio o completamente separato da esso. Nello stesso periodo fu costituita la divisione aerospaziale.

### La cessione a Ford, il declino e la sorte del marchio (1961-1986)

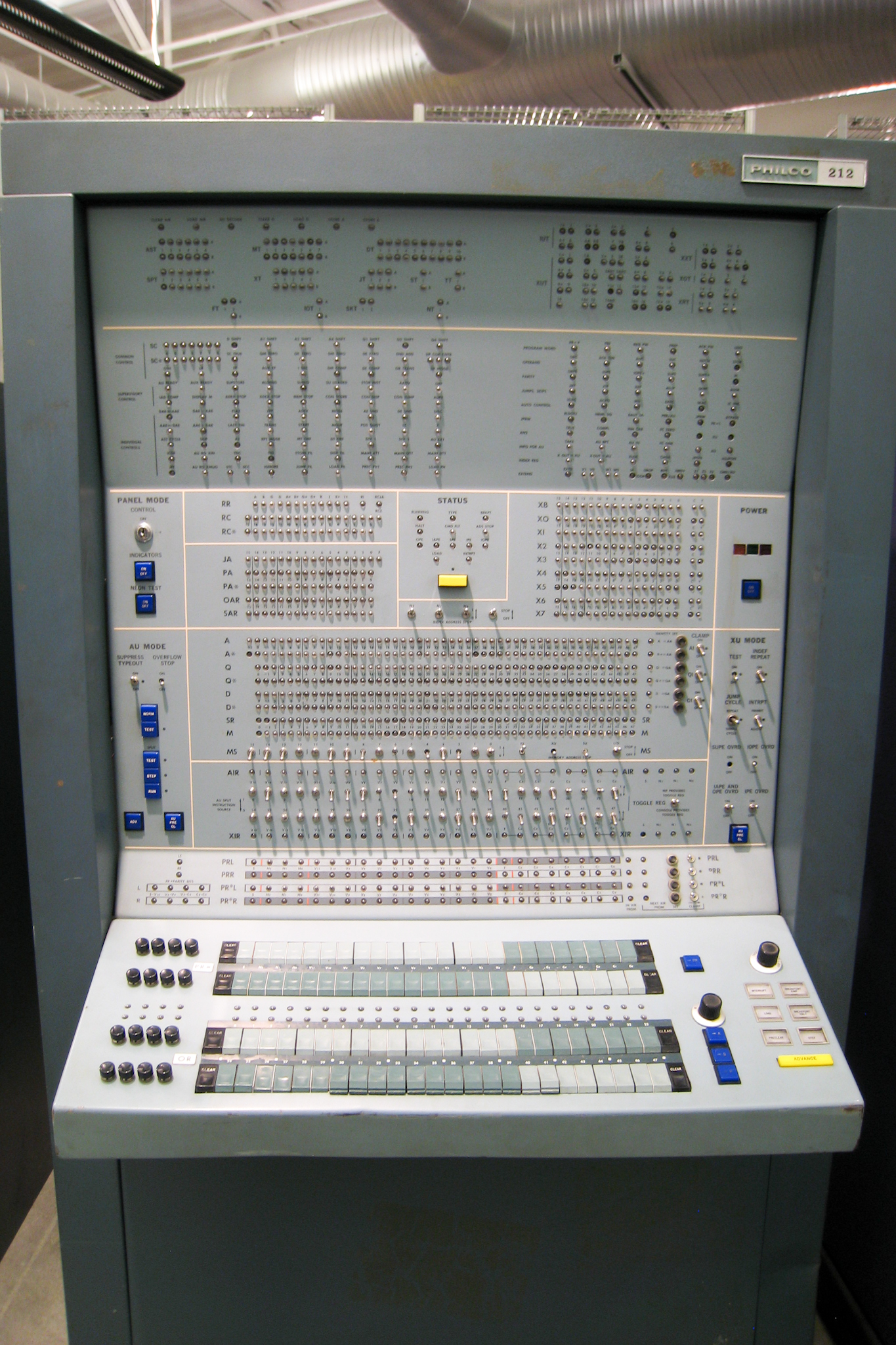
Il calcolatore Philco 212

Nel settembre 1961, Philco passò sotto il controllo della casa automobilistica Ford, e per effetto di questa cessione cessò di esistere come società e così il marchio e le sue attività confluirono nella sussidiaria denominata Philco-Ford Corporation. Ford fu attratta dal business della divisione aerospaziale, che nel 1962 realizzò il calcolatore "Philco 212", che fu utilizzato dal NORAD.
Ford, a causa dell'aggressiva concorrenza dei prodotti elettronici giapponesi, nel 1974 decise di uscire dall'elettronica di consumo e cedette la relativa divisione alla GTE-Sylvania. Tre anni più tardi, nel 1977, fu ceduta anche la divisione elettrodomestici alla White Consolidated Industries (WCI). La casa automobilistica di Detroit, mantenne solo la divisione aerospaziale che divenne Ford Aerospace & Communications Corporation, con sede a Lansdale, Pennsylvania.
Nel 1981, il marchio Philco per i prodotti elettronici passò alla North American Philips Corporation, filiale statunitense della multinazionale olandese Philips che aveva rilevato GTE-Sylvania. Philips fece questa operazione al fine di ottenere i diritti per utilizzare il proprio marchio negli Stati Uniti. Nel 1986, WCI fu rilevata dalla multinazionale svedese Electrolux, e di conseguenza Philco divenne marchio di elettrodomestici di questo Gruppo.

## Informazioni e dati
Philco è un marchio con cui vengono commercializzati elettrodomestici prodotti dalla Electrolux, e apparecchi di elettronica di consumo della Philips negli Stati Uniti. La vecchia azienda, con sede a Filadelfia, fu uno dei maggiori produttori mondiali in ambedue i rami a partire dal 1950, quando realizzò un fatturato di 335,3 milioni di dollari, un utile netto di 33,7 milioni, impiegava 23.000 persone in 25 stabilimenti, contava su una rete nazionale di 127 distributori e 23.000 rivenditori, e di oltre 10.000 concessionari all'estero.
Nel Gruppo Electrolux, Philco è un marchio regionale presente, oltre che negli Stati Uniti, in Cina, Africa, Medio Oriente, Sud-est asiatico e America Latina. In Europa è presente in Repubblica Ceca, Polonia, Slovacchia e Ungheria, attraverso un distributore ceco.
In Argentina, dove Philco è presente dal 1965, licenzataria del marchio dal 2004 è la Newsan S.A. di Buenos Aires, produttrice di elettrodomestici ed elettronica di consumo. In Brasile, Philco è presente dal 1948, dove è stato il marchio leader di mercato. Facente parte del Gruppo Gradiente dal 2005, dieci anni più tardi, nel 2015, diventa marchio dell'azienda produttrice di elettrodomestici Britânia Eletrodomésticos S.A. di Curitiba.
In Italia, dal 1958 al 2003 è stata attiva la Philco Italia, con sede e stabilimento a Brembate di Sopra, in provincia di Bergamo, nata come sussidiaria dell'azienda americana e successivamente sviluppatasi come azienda autonoma essendo passata sotto altre proprietà.